# Нитеносный тритон
Нитеносный тритон, или перепончатоногий тритон (лат. Lissotriton helveticus) — вид тритонов из рода малых тритонов (Lissotriton) отряда хвостатых земноводных.
Подвиды нитеносного тритона:
- Lissotriton helveticus helveticus (от севера Германии до северо-востока Испании),
- Lissotriton helveticus punctillatus (Испания),
- Lissotriton helveticus alonsoi (северо-запад Пиренейского полуострова).

Однако их существование признается далеко не всеми, и вид, как правило, все же считается монотипическим.
Вид относится к категории Least Concern (вызывающие наименьшее опасение) по классификации Комиссии по выживанию видов МСОП.

## Распространение
Распространён почти на всей территории Великобритании, во Франции, Бельгии, Германии, Швейцарии (кроме Альп), на севере Испании и Португалии. В Ирландии был впервые обнаружен в июне 2024 в заповеднике Гленгаррифф, каунти Корк.
Также встречается в Чехии, Люксембурге и Голландии.

## Описание
Относится к мелким тритонам.

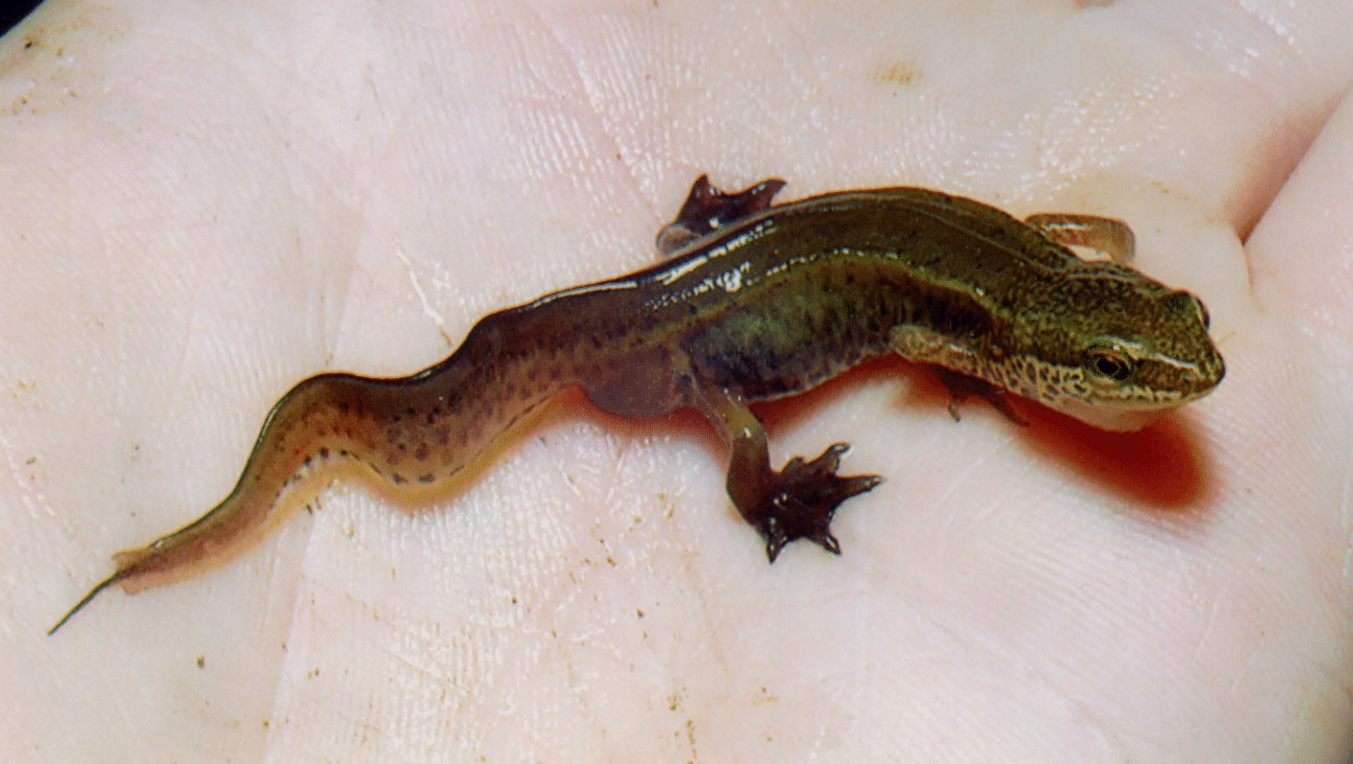
Самец нитеносного тритона (Германия)

От обыкновенного тритона можно отличить по более мелким размерам — длина тела нитеносного тритона составляет всего около 6 см. Половой диморфизм не выражен, самцов сложно отличить от самок.
Окраска коричневая. Горло и брюшко — жёлтые или розовые, что является вторым основным отличием от обыкновенного тритона.
В брачный период у самца развивается невысокий спинной гребень.

## Образ жизни

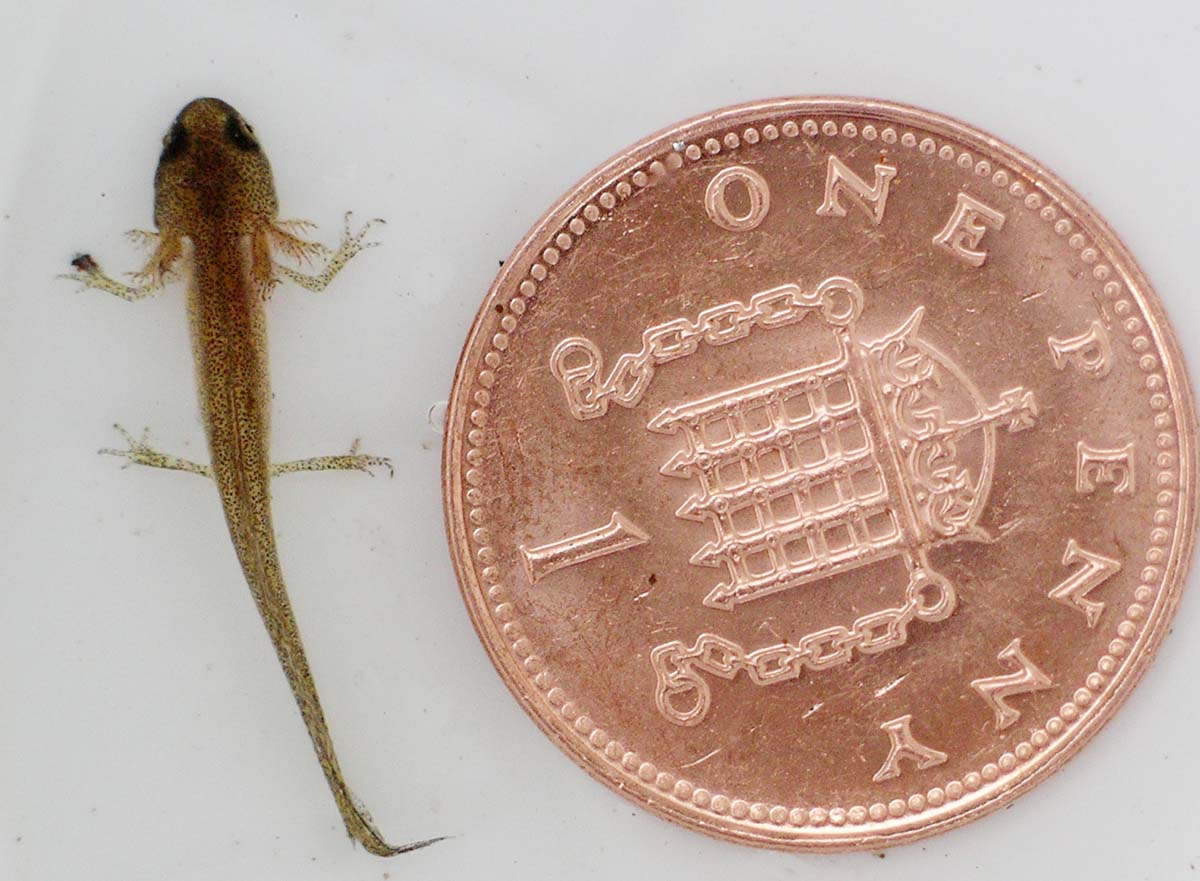
Личинка нитеносного тритона, рядом английский пенни для сравнения

Нитеносный тритон проводит брачный период в водоёмах.
Самка откладывает от 200 до 300 яиц.
Через 2—3 недели появляются личинки.
Метаморфоз происходит через 6—9 недель.
В холодных районах молодые тритоны могут оставаться в водоёмах до следующего года.
В ноябре взрослые тритоны впадают в спячку, прячась на зиму.